# Internauta
|  | Per al programa de ràdio vegeu L'Internauta |

Internauta és un neologisme resultant de la combinació dels termes Internet i del grec ναύτης (nautes, navegant), utilitzat habitualment per descriure als usuaris d'Internet.
Internauta és una persona que navega per Internet visitant pàgines web i, per extensió, tota persona que usa l'ordinador per obtenir informació d'Internet, o per interaccionar amb altres persones: correu electrònic, compartir fitxers en xarxes p2p, discussions en fòrums, etc.
La paraula Internauta és oficial a Catalunya, ja que va ser inclosa el març de 2007 al Diccionari de l'Institut d'Estudis Catalans.